# Estat de Chihuahua
L'Estat de Chihuahua és un dels trenta-un estats de Mèxic, situat al nord d'aquest país. Amb una àrea de 244.938 km² (gairebé la meitat de l'àrea d'Espanya), és l'estat més gran de la federació. La major part del territori té un clima desèrtic, tot i que hi ha també grans regions de boscos forestals; de fet, l'estat té més àrees forestals que qualsevol altre. L'estat de Chihuahua limita al nord amb l'estat de Texas, amb el qual comparteix el Rio Bravo del Norte (conegut als Estats Units com a "Rio Grande"), i amb l'estat de Nou Mèxic, a l'est amb els estats de Sonora i Sinaloa, al sud amb l'estat de Durango, i a l'est amb l'estat de Coahuila.
L'estat va rebre el nom per la seva capital, la ciutat de Chihuahua. L'origen del nom és desconegut, però, es creu que es deriva del nàhuatl Xicahua, que significa "lloc desèrtic o sorrenc".
Chihuahua és conegut per la seva producció de pomes, nous, fusta, bestiar, productes lactis, ovelles i l'extracció de metalls no ferris. La major part de la població es mestissa o blanca, però també hi ha grups indígenes minoritaris, com ara els Tarahumara, que habiten a les serralades de l'estat. També hi ha comunitats rurals de mennonites d'origen alemany, els quals parlen el plautdietsch.
Un dels destins turístics més importants de l'estat és la Barranca del Cobre, similar al Gran Canyó nord-americà.

## Clima
El clima de l'estat de Chiuahua depèn en gran part de l'altitud, segons la classificació de Köppen té 5 zones climàtiques.

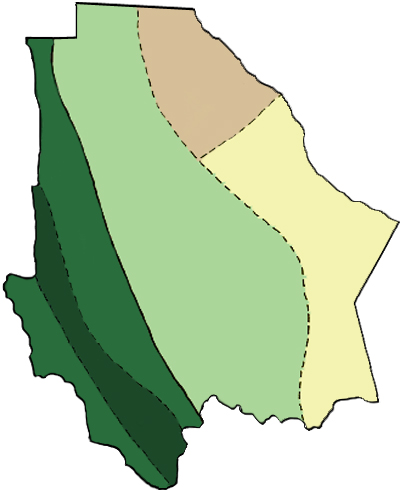
Zones climàtiques de Köppen

| Subtropical d'altiplà Cfb Humit Subtropical Cwa Estepa BSk Desert fred BWk Desert càlid BWh |